# Leningrad (pel·lícula)
Leningrad o Attack on Leningrad (traduïble com a 'Leningrad' o 'Atac a Leningrad') és una pel·lícula de guerra britànica-russa de 2009, escrita i dirigida per Aleksandr Buravski, sobre el setge de Leningrad durant la Segona Guerra Mundial.

## Argument
L'any 1941, l'Alemanya Nazi va envair la Unió Soviètica i les seves tropes van assetjar la ciutat de Leningrad. Un grup de periodistes estrangers volen fins a la ciutat per a un dia, però una d'ells, Kate Davis (Mira Sorvino), se la dona presumptament per morta i perd el vol de tornada. Sola a la ciutat, rep l'ajut de Nina Tsvetkova (Olga Sutúlova), una jove i idealista oficial de policia, i juntes lluiten per la seva supervivència i la d'altres persones.

## Repartiment
- Gabriel Byrne com a Phillip Parker
- Mira Sorvino com a Kate Davis
- Aleksandr Abdúlov com a Txigassov
- Vladímir Ilín com a Malinin
- Mikhaïl Iefrémov com a Omeltxenko
- Mikhail Trukhin com a Vernik
- Ievgueni Sidikhin com a Kornéiev
- Olga Sutúlova com a Nina Tsvetkova
- Kiril Lavrov com a presentador de ràdio
- Armin Mueller-Stahl com a mariscal de camp Von Leeb
- Alexander Beyer com a Walter Hoesdorff
- Ievgueni Stitxkin com a Kapitsa
- Valentina Talízina com a Valentina

## Recepció
Des d'un punt de vista de basat en els fets, els historiadors Igor Lisoczkin i Grigorij Piernawski van criticar l'obra amb acusacions d'incorrecció històrica, de caràcter generalment «còmic» i de posar l'èmfasi de la pel·lícula en el «sensacionalisme».